# Antas de Ulha

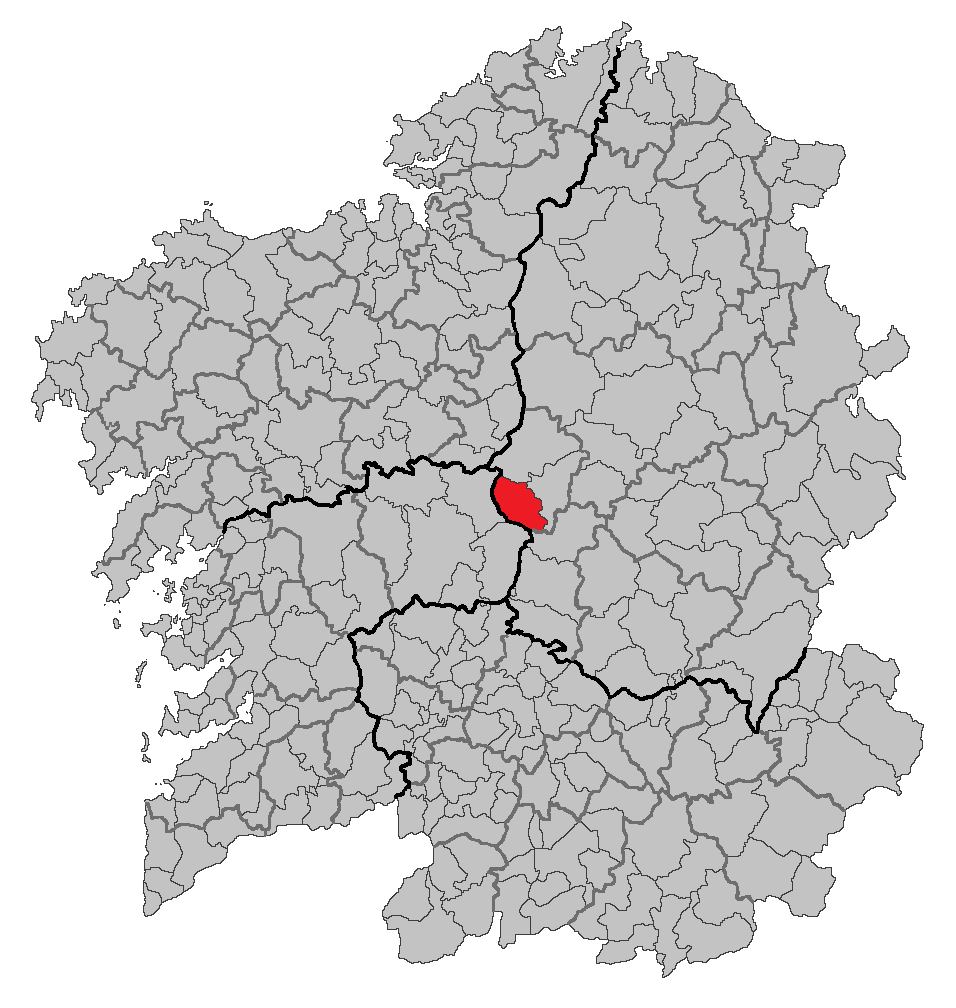
Localização de Antas de Ulha

Antas de Ulha ou Antas do Ulha (em normativa RAG e oficialmente, Antas de Ulla) é um município da Espanha na província de Lugo, comunidade autónoma da Galiza, de área 104 km² com população de 2549 habitantes (2007) e densidade populacional de 24,51 hab./km².

## Demografia
| Variação demográfica do município entre 1991 e 2004 | Variação demográfica do município entre 1991 e 2004 | Variação demográfica do município entre 1991 e 2004 | Variação demográfica do município entre 1991 e 2004 |
| --------------------------------------------------- | --------------------------------------------------- | --------------------------------------------------- | --------------------------------------------------- |
| 1991                                                | 1996                                                | 2001                                                | 2004                                                |
| 3319                                                | 2969                                                | 2695                                                | 2640                                                |

## Património edificado
- Castelo de Amarante